# Vladimir Dimitrijević (giocatore di football americano)
Vladimir Dimitrijević (...) è un giocatore di football americano serbo, che gioca nel ruolo di kicker per i Beograd Vukovi.